# Michel Smolders
Pour les articles homonymes, voir Smolders.
Michel Smolders, né le 24 avril 1929 à Ixelles et mort le 19 juillet 2015 dans la même ville, est un sculpteur belge.

## Biographie
Formé à l'Institut Saint-Luc de Bruxelles, puis à La Cambre, dans l'atelier d'Oscar Jespers,  Michel Smolders est le créateur du symposium de sculpture des Avins en Condroz, qu'il anime pendant plusieurs années ; il est correspondant de la classe des Beaux-Arts de l'Académie Royale de Belgique. Michel Smolders est le père du cinéaste Olivier Smolders et du peintre Quentin Smolders.

## Œuvres d'art public
- 1982 : Le grand gisant, au Musée d'art contemporain en plein air du Sart Tilman, université de Liège[2] ;
- 2000 : Maître-autel de la Cathédrale Saints-Michel-et-Gudule, à Bruxelles ;
- 2001 : Le Byzantin, Jardin de sculptures de la Faculté de médecine de l'université catholique de Louvain, à Bruxelles ;
- 2009 : Maître-autel de l'église de la Madeleine, à Bruxelles ;
- L'enclume et Figure couchée dans le jardin des sculptures du Musée L à Louvain-la-Neuve.

Jardin des sculptures du Musée L à Louvain-la-Neuve
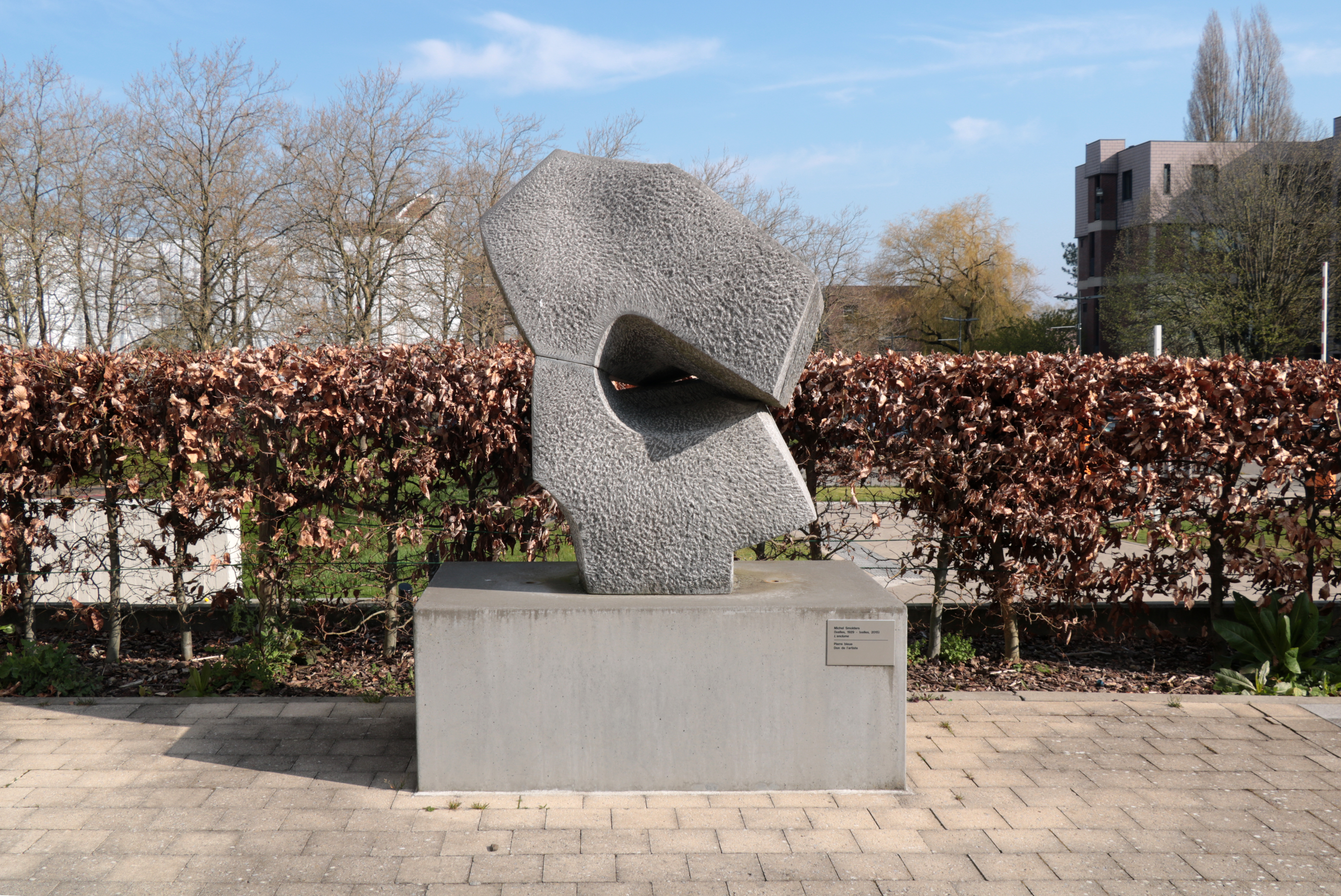
L'enclume.
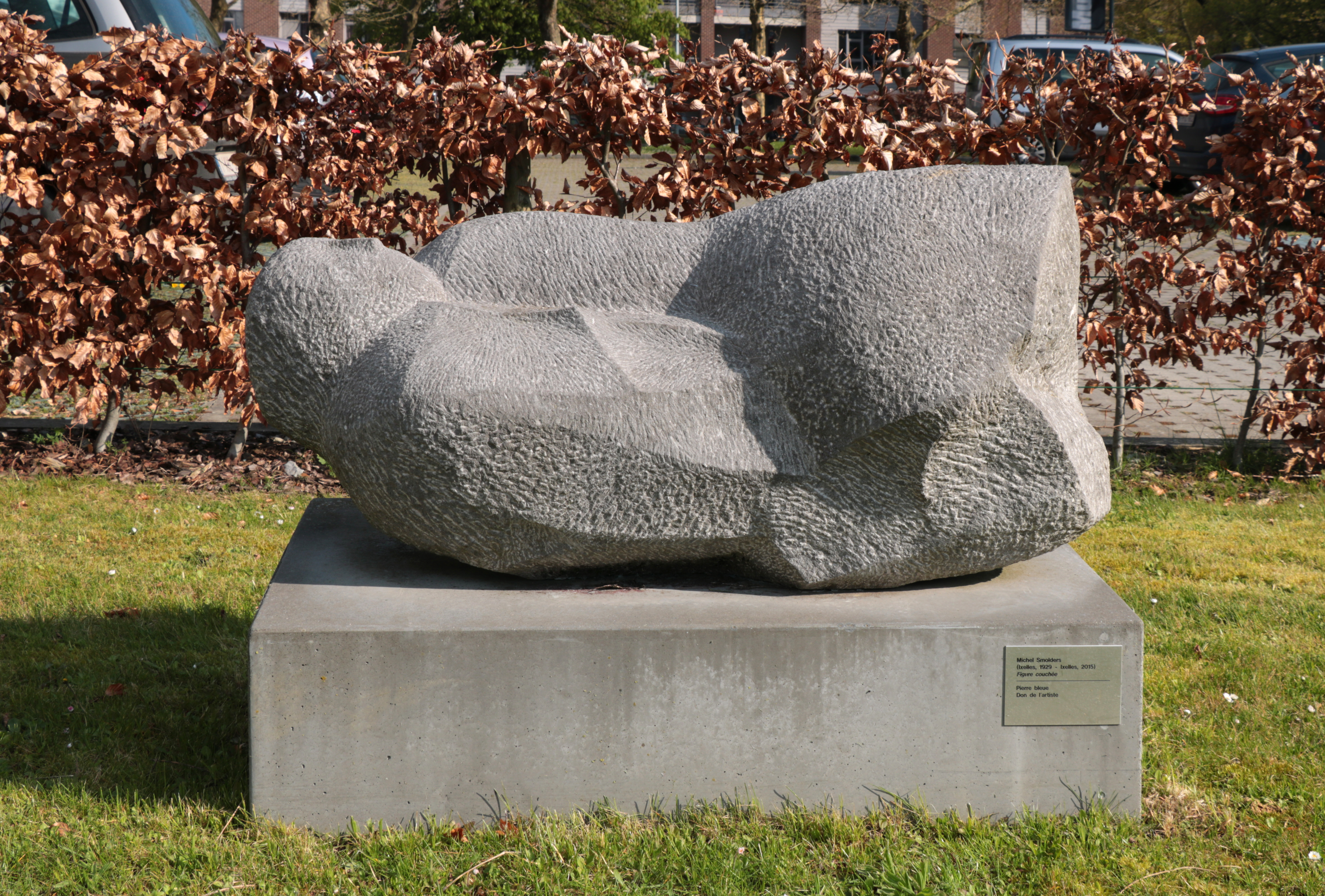
Figure couchée.